# Сіоністське політичне насильство

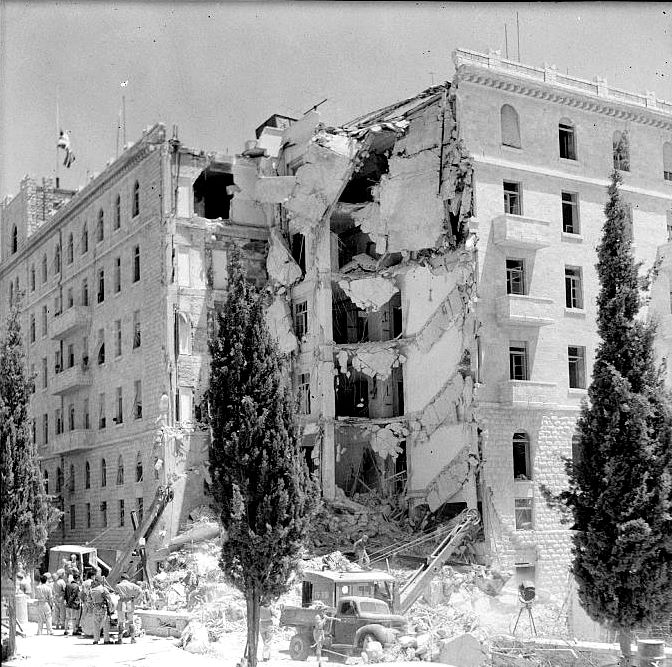
Обвал в готелі Цар Давид в результаті вибуху влаштованого Ірґуна.

Сіоністський тероризм — акти насильницьких дій чинених євреями з політичних і релігійних мотивів заснованих як правило на юдейському релігійному фундаменталізмі. У цей час найчастіше акти єврейського тероризму спрямовані проти осіб, що сповідують іслам або юдаїзм.

## Витоки єврейського тероризму
На думку деяких дослідників єврейський тероризм є найдавнішим з відомих у світі. У 1 столітті нашої ери в Юдеї діяло угруповання сікаріїв (кинджальники) боролися проти панування Риму в тому числі і терористичними методами. У діях сикаріїв простежується поєднання релігійного фанатизму і політичного тероризму. Будучи релігійними фанатиками сикарії здійснювали свої вбивства як правило в натовпі що дозволяло їм сховатися і викликало жах і паніку серед людей, схожі методи терористи застосовують і в сучасному світі, так наприклад був убитий Іцхак Рабин. Завдяки древньому єврейському історику Йосипу Флавію дійшла інформації про те що сикарії вбивали римлян і лояльних Риму євреїв з числа знаті, ними був убитий єврейський первосвященик Ананій. Також для озлоблення населення та підняття повстання проти Риму вони спалювали запаси продовольства євреїв і порушували водопостачання Єрусалиму.

## Сіоністський тероризм на початку XX століття
Сіоністський тероризм нашого часу зародився у 30-их роках XX століття, єврейські підпільні організації Ірґун і ЛЕХІ здійснювали теракти проти арабів і офіційних британських властей. Метою цих терактів був тиск на Велику Британію з тим що б були скасовані обмеження єврейської імміграції до Палестини, а також створення незалежної єврейської держави на території Британської мандата в Палестині. Серед найгучніших терактів того часу вибух у готелі Цар Давид, викрадення та вбивство двох сержантів британської армії, вбивство лорда Мойна і Фольке Бернадота, різанина в Дейр-Ясині. Всього від терактів Ірґуна загинуло понад 600 чоловік.
Дії терористів не обмежувалися територією Палестини, так наприклад ними було підірвано посольство Великої Британії в Римі.. За даними британської розвідки, Іргун здійснював також підготовку терактів проти британських політичних діячів на території Великої Британії. За даними ФБР у США діяла осередок Ірґун підтримувала дії терористів у Палестині. У пресі також з'являлися повідомлення про підготовку єврейськими терористами вбивства Конрада Аденауера в 1952 році.
За даними ЦРУ організації Ірґун і ЛЕХІ здійснювали теракти в Палестині підтримував Радянський Союз поставляючи їм зброю і надаючи фінансову допомогу. Також ЦРУ вважало що в Ірґун, Лехі і в меншій мірі в Хагану радянські спецслужби впровадили своїх агентів. У той же час, незважаючи на підтримку, яку СРСР надавав Ірґуну, радянська влада відкрито у виданнях називала цю організацію терористичною.

## Сіоністський тероризм в кінці XX початку XXI століття

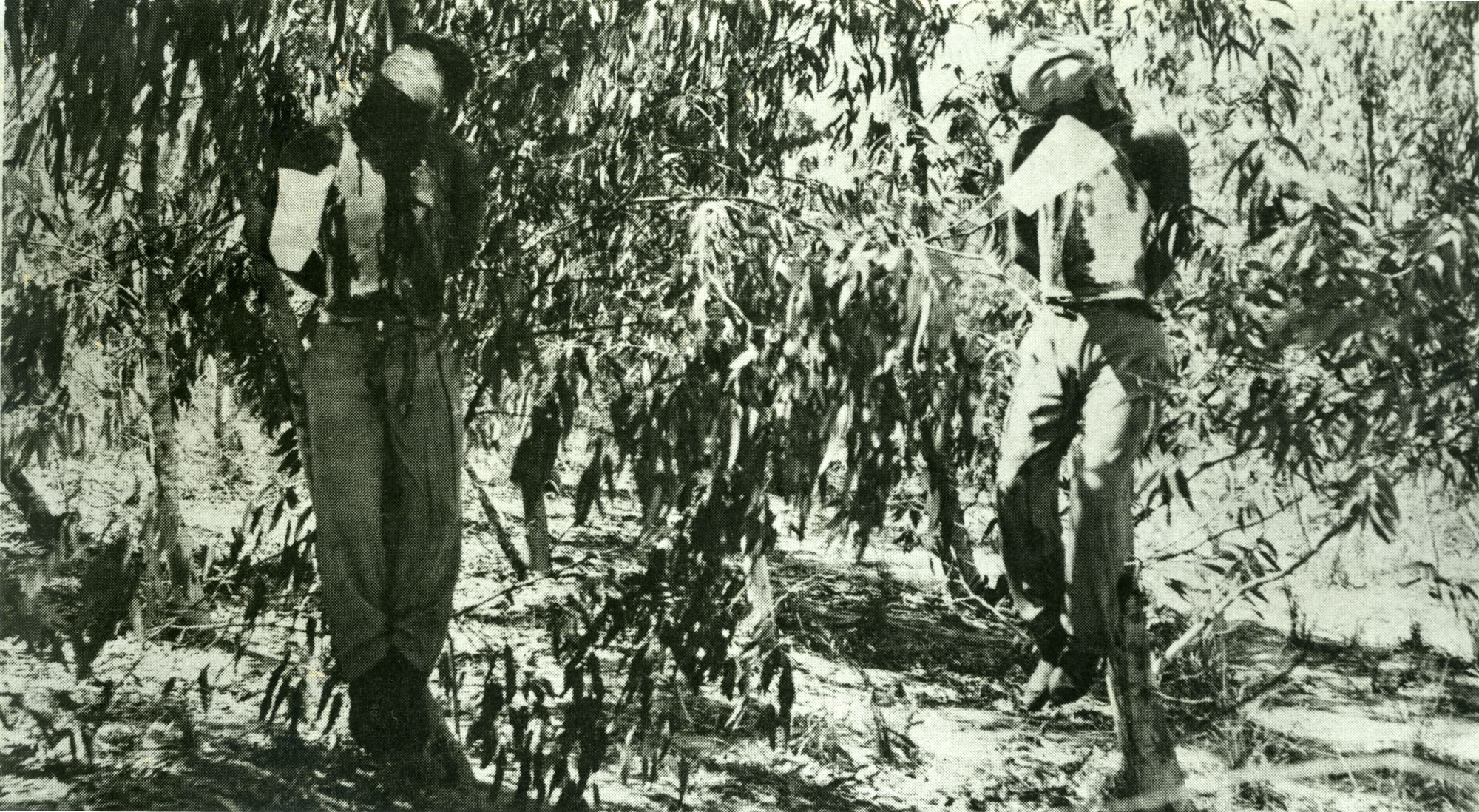
Повішені тіла убитих сержантів британської армії

Після утворення держави Ізраїль більшість терористичних актів відбувалися крайньо-правими релігійними євреями незадоволеними політикою офіційних властей відносно палестинських арабів. Найбільш часто такі теракти влаштовуються одинаками, як наприклад розстріл 29 мусульман в Печері Патріархів Барухом Гольштейн або теракт в автобусі який влаштував ізраїльський дезертир Ідан Натан-Зада.
Першим євреєм в історії Ізраїлю визнаним судом терористом став Шахар Двір Зелінгер який був засуджений за вбивство семи арабів і спробу підкласти вибухові пристрої біля арабських навчальних закладів у Єрусалимі, також суд встановив причетність Зелінгер до терористичної організації «Підпілля Бат-Айн». Вважається що акції таких одинаків можуть загрожувати державі Ізраїль не менше ніж арабські терористи. В наш час[коли?] поліція і спецслужби Ізраїлю ведуть розслідування проти Хаїма Перельмана який підозрюється в чотирьох вбивствах і численних замахах на арабів, а також проти єврейської сім'ї з Хайфи яка звинувачується у виготовленні вибухових пристроїв і установки їх біля арабських об'єктів.
У зв'язку з частим терактами у відношенні арабів, у 2005 році арабські депутати Кнесету внесли на розгляд своїх колег проект поправки до закону про статус постраждалих у терактах з метою можливості визнання сімей загиблих арабів постраждалими.

## Список єврейських організацій які здійснювали теракти
| Назва                      | Дати                   | Коментарі |
| -------------------------- | ---------------------- | --- |
| Ірґун                      | 1931-1948              | Здійснювали теракти проти арабів і англійців в 30-40-их роках XX століття. |
| Лехі                       | 1940-1948              | Здійснювали теракти проти арабів і англійців в 30-40-их роках XX століття. |
| Бріт ХаКанаім              | 1950-1953              | Праворадикальна екстремістська організація, яка боролася за встановлення в Ізраїлі теократичної держави. |
| Підпільне крило Гуш Емунім | 1979-1984              | Підпільне крило націоналістичної партії Гуш Емунім, скоїли кілька терактів проти арабів. Планували напад на мечеть Аль-Акса, але були заарештовані і отримали різні терміни ув'язнення. |
| Рух Ках                    | 1971-1994              | Радикальний релігійно-націоналістичний єврейський рух, визнаний терористичним у США, ЄС і Канаді. |
| Ліга оборони євреїв (JDL)  | 1968-по теперішній час | Згідно з трактуванням ФБР, JDL - праве екстремістське угруповання Згідно з Національним консорціумом з вивчення тероризму і боротьби з тероризмом США (START), члени JDL в період з 1970 по 2007 рік зробили 55 терористичних атак на території США, і увійшли до трійки угруповань, що зробили найбільшу кількість терактів у США . JDL офіційно заперечує причетність до тероризму і засуджує його. |